# Jens Kristian Hansen
Jens Kristian Hansen (ur. 3 września 1971) – farerski piłkarz występujący na pozycji obrońcy lub pomocnika, 44-krotny reprezentant Wysp Owczych.

## Kariera klubowa
Wychowanek klubu B36 Tórshavn, z którym związany był przez całą niemal karierę zawodniczą. 29 kwietnia 1990 roku zadebiutował w 1. deild w wygranym 4:2 meczu przeciwko SÍF Sandavágur. W sezonach 1997 i 2001 wywalczył z tym klubem mistrzostwo a także dwukrotnie Puchar Wysp Owczych (2001, 2003). W sezonie 1993/94 grał w III-ligowym duńskim Randers SK Freja. W 1995 roku powrócił do B36 Tórshavn, gdzie występował do 2014 roku (od 2005 w rezerwach), z przerwą na półroczne wypożyczenie do Ayr United (Scottish First Division).

## Kariera reprezentacyjna
W latach 1991–1992 rozegrał 2 spotkania w kadrze Wysp Owczych U-21. 7 września 1994 roku zadebiutował w seniorskiej reprezentacji Wysp Owczych prowadzonej przez Allana Simonsena w przegranym 1:5 meczu przeciwko Grecji w ramach eliminacji EURO 1996. W latach 1998–2000 pełnił funkcję kapitana drużyny narodowej. Ogółem w latach 1994–2002 rozegrał on w reprezentacji 44 mecze i zdobył 3 bramki w spotkaniach przeciwko San Marino (1995), Hiszpanii (1997) oraz Luksemburgowi (2001).

## Sukcesy
B36 Tórshavn
- mistrzostwo Wysp Owczych (1997, 2001)
- Puchar Wysp Owczych (2001, 2003)